# Copa Arizona de Futebol Amador de 1975
A Copa Arizona de Futebol Amador de 1975 foi a 2ª edição do Copa Arizona de Futebol Amador, organizado pela A Gazeta Esportiva.

## Participantes
Equipes conhecidas que disputaram a competição. A competição no total teve 2.048 equipes de 9 estados diferentes:
Distrito Federal:
- Ajax Futebol Clube ( Guará I)
- Ajax Futebol Clube ( Sobradinho Sobradinho)
- Arcofer Esporte Clube ( Setor de Indústrias)
- Areia Futebol Clube ( Cruzeiro Novo)
- Ártico Esporte Clube ( Taguatinga)
- Associação Atlética 2 de Ouro ( Taguatinga)
- Associação Atlética Dipoá ( Plano Piloto)
- Associação Atlética da UISS ( Sobradinho)
- Associação Atlético Recreativa Brazlândia ( Brazlândia)
- Associação dos Servidores da Câmara dos Deputados ( Plano Piloto)
- Associação dos Servidores do Ministério do Interior ( Plano Piloto)
- Associação dos Servidores do Ministério do Trabalho ( Plano Piloto)
- Associação Esportiva da Universidade do DF ( Plano Piloto)
- Auto Escola Monza Esporte Clube ( Plano Piloto)
- Auto Esporte Futebol Clube ( Brazlândia)
- Auto Esporte Futebol Clube ( Plano Piloto)
- Auto Maqui Futebol Clube ( Núcleo Bandeirante)
- Ave Branca Esporte Clube ( Taguatinga)
- Bandeirante Futebol Clube ( Cruzeiro Velho)
- Barcelona Esporte Clube ( Sobradinho)
- Brasinha Esporte Clube ( Guará I)
- Brasmave Futebol Clube ( Plano Piloto)
- Campineira Futebol Clube  ( Plano Piloto)
- Clube Atlético Planalto ( Gama)
- Clube dos Servidores da Universidade de Brasília ( Plano Piloto)
- Clube Esportivo dos Trabalhadores Cristãos ( Taguatinga)
- Colina Esporte Clube ( Plano Piloto)
- Cruzeiro do Sul Esporte Clube ( Planaltina-DF)
- Cruzeiro Esporte Clube ( Cruzeiro)
- Datamec Esporte Clube ( Plano Piloto)
- Demabra Esporte Clube ( Núcleo Bandeirante)
- DNO Esporte Clube ( Sobradinho)
- Esporte Clube Bahia ( Guará I)
- Esporte Clube Corinthians ( Guará II)
- Esporte Clube Canarinho ( Taguatinga)
- Esporte Clube Dom Pedro ( Taguatinga)
- Esporte Clube Guadalajara ( Ceilândia)
- Esporte Clube Real de Brasília ( Guará II)
- Flumenal Esporte Clube ( Planaltina-DF)
- Galícia Esporte Clube ( Taguatinga)
- Grêmio Esportivo Brasiliense  ( Plano Piloto)
- Grêmio Esportivo do Instituto Nacional do Livro ( Plano Piloto)
- Guarani Esporte Clube ( Taguatinga)
- Humaitá Esporte Clube ( Guará I)
- Induspina Esporte Clube ( Plano Piloto)
- Juventus Esporte Clube ( Ceilândia Ceilândia)
- Liberdade Esporte Clube ( Taguatinga - Vila Matias)
- Magnata Esporte Clube ( Plano Piloto)
- Maharishi Esporte Clube ( Plano Piloto)
- Minas Atlético Clube ( Gama)
- Oásis Esporte Clube ( Núcleo Bandeirante)
- Olímpico Atlético Clube ( Plano Piloto)
- Olímpico Esporte Clube ( Taguatinga)
- Penharol Esporte Clube ( Gama)
- Planeta Esporte Clube ( Taguatinga)
- River Play Esporte Club ( Guará I)
- SGT Asa Norte ( Plano Piloto)
- Taguatinga Esporte Clube ( Taguatinga)
- Três Poderes Futebol Clube ( Plano Piloto)
- Unidos de Sobradinho Atlético Clube ( Sobradinho)
- Uracan Esporte Clube ( Plano Piloto)
- Vanguarda Esporte Clube ( Setor de Clubes Norte)
- Veteranos do Colombo ( Núcleo Bandeirante)
- Wagner Refrigeração Esporte Clube ( Plano Piloto)

Paraná:
- Colorado Esporte Clube ( Curitiba)
- Expressinho Sport Boys ( Curitiba)
- Imperial Futebol Clube ( Curitiba)

Rio Grande do Sul:
- América Futebol Clube ( Caxias do Sul)
- Associação dos Funcionários da Cotrijui ( Ijuí)
- Celeste Olímpica ( Caxias do Sul)
- Clube Atlético Madri ( Caxias do Sul)
- Conselheiros Farroupilha ( Caxias do Sul)
- Cruzeirinho Futebol Clube ( Caxias do Sul)
- Esporte Clube Cruzeiro do Sul ( Pelotas)
- Esporte Clube Bola na Rede ( Caxias do Sul)
- Esporte Clube Juvenil de São Braz ( Caxias do Sul)
- Esporte Clube Rio Grande ( Caxias do Sul)
- Esporte Clube União Forquetense ( Caxias do Sul)
- Grêmio Esportivo Conceição ( Caxias do Sul)
- Grêmio Esportivo Coronel Pedro Osório ( Pelotas)
- Grêmio Esportivo Internacional ( Arroio Grande)
- Grêmio Esportivo Ismael Chaves Barcellos ( Caxias do Sul)
- Grêmio Esportivo Juvenil ( Passo Fundo)
- Grêmio Esportivo Marcoplan ( Caxias do Sul)
- Grêmio Esportivo Olvebra ( Lajeado)
- Ideal Futebol Clube ( Caxias do Sul)
- Interlagos ( Caxias do Sul)
- Murialdo Clube dos Pais ( Porto Alegre)
- Progresso Futebol Clube ( Caxias do Sul)
- Sociedade Esportiva Ouro Verde ( Ijuí)
- Torino Futebol Clube ( Caxias do Sul)

Santa Catarina:
- 7 de Setembro Futebol Clube ( Florianópolis)
- Agronômica Futebol Clube ( Florianópolis)
- Ajax Futebol Clube ( Florianópolis)
- Amizade Esporte Clube ( Florianópolis)
- Associação Beneficente dos Empregados da CELESC ( Florianópolis)
- Associação Atlética Esportiva Müller & Filhos ( Florianópolis)
- Associação dos Funcionários da Fundação Hospitalar ( Florianópolis)
- Associação dos Funcionários da IPESC ( Florianópolis)
- Associação dos Servidores da Escola Industrial ( Florianópolis)
- Associação Esportiva Rita Maria ( Florianópolis)
- Associação Recreativa e Cultural Avante ( Florianópolis)
- Ataliba Futebol Clube ( Florianópolis)
- Atlântico Recreativo Futebol Clube ( Florianópolis)
- Bangu Esporte Clube ( Florianópolis)
- Beira-Mar Futebol Clube ( Florianópolis)
- Cerâmica São Jorge Futebol Clube  ( Palhoça)
- Clube Atlético Guaporé ( Florianópolis)
- Clube Atlético Ferroviário ( Florianópolis)
- Clube Recreativo e Desportivo Saldanha da Gama ( São José)
- Clube Universitário de Futebol ( Florianópolis)
- Corpo de Bombeiros ( Florianópolis)
- Curso de Odontologia da UFSC ( Florianópolis)
- Departamento Autônomo da Saúde Pública ( Florianópolis)
- Diamante Futebol Clube ( Florianópolis)
- Diretório Académico do Centro Tecnológico ( Florianópolis)
- Educandário 25 de Novembro ( Florianópolis)
- Esporte Clube Avaí ( São José)
- Esporte Clube Bela Vista ( Florianópolis)
- Esporte Clube Cejam ( Palhoça)
- Esporte Clube Fernando Raulino ( Florianópolis)
- Esporte Clube Florisa ( Florianópolis)
- Esporte Clube Ícaro ( Florianópolis)
- Esporte Clube Operário ( Florianópolis)
- Esporte Clube Praça XV ( Florianópolis)
- Esporte Clube Santa Maria ( Florianópolis)
- Grêmio Esportivo Estreito ( Florianópolis)
- Grêmio Esportivo Montgomery ( Florianópolis)
- Grêmio Esportivo Secretaria da Saúde ( Florianópolis)
- Grêmio Esportivo Usati ( Florianópolis)
- Grêmio Hospital dos Servidores ( Florianópolis)
- Grêmio Recreativo Assembléia Legislativa ( Florianópolis)
- Guarani Futebol Clube I ( Florianópolis)
- Guarani Futebol Clube II ( Florianópolis)
- Ivoram Futebol Clube ( Florianópolis)
- Mangueira Futebol Clube ( Florianópolis)
- Metropol Futebol Clube ( Florianópolis)
- Miami Futebol Clube ( Florianópolis)
- Nautilus Futebol Clube ( Florianópolis)
- Osvaldo Cruz Futebol Clube ( Florianópolis)
- Palmeiras Esporte Clube ( Florianópolis)
- Paula Ramos Junior Futebol Clube ( Florianópolis)
- Planalto Futebol Clube ( Florianópolis)
- Polícia Militar de Santa Catarina ( Florianópolis)
- Portuguesa Futebol Clube ( Florianópolis)
- Prainha Futebol Clube ( Florianópolis)
- Santa Cruz Futebol Clube ( Florianópolis)
- Santos Dumont Futebol Clube ( Florianópolis)
- Sociedade Esportiva Organização Koerich ( Florianópolis)
- Sul América Futebol Clube ( Florianópolis)
- Tijuquinhas Futebol Clube ( Biguaçu)
- Trindadense Futebol Clube ( Florianópolis)
- Triunfo Futebol Clube ( Florianópolis)
- União Esporte Clube ( Florianópolis)
- Veneno Futebol Clube ( Biguaçu)

São Paulo:
- Ajax Clube ( Osasco)
- Aliança Clube ( São Bernardo do Campo)
- Associação Atlética Boa Esperança do Sul ( Boa Esperança do Sul)
- Associação Atlética Riopardense ( São José do Rio Pardo)
- Associação Atlética Votuporanguense ( Votuporanga)
- Beira-Rio Futebol Clube ( Eldorado)
- Cardoso Futebol Clube ( Cardoso)
- Cascolac Futebol Clube ( São José do Rio Pardo)
- Esporte Clube Golfinho ( Guarulhos)
- Esporte Clube Moleque Travesso ( São Paulo)
- Esporte Clube Taubaté ( Taubaté)
- Esporte Clube União ( Tambaú)
- Grêmio Esportivo 2°Cartório de Registro ( São Paulo)
- Rigesa Esporte Clube ( Valinhos)
- São Vicente Atlético Clube ( São Vicente)
- União Esportiva Jardim dos Lagos ( São Paulo)
- Serrana Esporte Clube ( Serrana)
- Sociedade Esportiva Unidos do Ipiranga ( São Paulo)
- Vasco da Gama ( São Paulo)
- Vasco da Gama Futebol Clube ( Fernandópolis)
- Vera Cruz Futebol Clube ( São Paulo)
- Vila Nova Esporte Clube ( Itu)
- União Futebol Clube ( Mogi das Cruzes)

## Resultados

### Fase estadual, 1.ª fase

#### Distrito Federal
| Equipe 1              | Resultado | Equipe 2           |
| --------------------- | --------- | ------------------ |
| Ave Branca            | 6 - 5     | 2 de Ouro          |
| Ártico                | 3 - 2     | Guarani            |
| Penharol              | 3 - 1     | Bahia              |
| Magnata               | 1 - 0     | Minas              |
| River Play            | 2 - 0     | Dipoá              |
| Três Poderes          | 3 - 0     | Brasmave           |
| UISS                  | 2 - 0     | DNO                |
| Wagner Refrigeração   | 4 - 3     | Areia              |
| Recreativa Brazlândia | 4 - 3     | Canarinho          |
| Juventus              | 3 - 0     | Taguatinga         |
| Planalto              | 2 - 4     | Campineira         |
| ASCADE                | 4 - 0     | Induspina          |
| Demabra               | 5 - 3     | ASMIT              |
| Corinthians de Guará  | 6 - 1     | Oásis              |
| Maharishi             | 2 - 1     | Datamec            |
| Uracan                | 1 - 0     | CSU                |
| CETEC                 | 4 - 2     | Liberdade          |
| Auto Escola Monza     | 6 - 5     | Olímpico           |
| Ajax de Guará         | 2 - 1     | Grêmio INL         |
| ASMINTER              | 4 - 3     | Auto Esporte       |
| Cruzeiro              | 3 - 0     | Bandeirante        |
| Vanguarda             | 5 - 4     | Brasinha           |
| Barcelona             | 2 - 0     | Ajax Sobradinhense |
| Unidos de Sobradinho  | 5 - 2     | Cruzeiro do Sul    |
| Guadalajara           | 4 - 0     | Planeta            |
| Auto Esporte          | 7 - 6     | Olímpico           |
| Colina                | W/O       | Brasília           |
| Galícia               | 7 - 6     | Dom Pedro          |
| Auto Maqui            | W/O       | Arcofer            |
| Veteranos do Colombo  | 3 - 2     | SGT Asa Norte      |
| Flumenal              | 2 - 1     | Real de Brasília   |
| Humaitá               | 1 - 0     | UDF                |

#### Santa Catarina
| Equipe 1                   | Resultado | Equipe 2                     |
| -------------------------- | --------- | ---------------------------- |
| Assembléia Legislativa     | 2 - 0     | EC Operário                  |
| Diamante                   | 3 - 0     | DACTEC                       |
| Mangueira                  | 1 - 0     | Metropol                     |
| Escola Industrial          | 1 - 1     | Planalto                     |
| Estreito                   | 2 - 0     | Amizade                      |
| Educandário 25 de Novembro | 1 - 2     | Sul América                  |
| Atlântico                  | -         | Saldanha da Gama             |
| Cerâmica São Jorge         | 1 - 3     | Polícia Militar              |
| Rita Maria                 | 1 - 1     | Agronômica                   |
| Clube Universitário        | 2 - 1     | Ataliba                      |
| Triunfo                    | 0 - 1     | Santos Dumont                |
| Trindadense                | 1 - 1     | Organização Koerich          |
| DASP                       | 0 - 0     | Usati                        |
| ABECELESC                  | 1 - 0     | Miami                        |
| Bangu                      | 0 - 3     | Osvaldo Cruz                 |
| Portuguesa                 | 0 - 1     | Corpo de Bombeiros           |
| Guarani II                 | 1 - 0     | Santa Maria                  |
| Grêmio Montgomery          | 0 - 3     | Avaí de São José             |
| Müller & Filhos            | 4 - 1     | APIFESC                      |
| Cejam                      | 1 - 0     | Secretaria da Saúde          |
| Guarani I                  | 0 - 0     | União FC                     |
| Fundação Hospitalar        | 1 - 0     | Beiramar                     |
| 7 de Setembro              | 1 - 0     | Ivoram                       |
| Praça XV                   | 2 - 0     | Curso de Odontologia da UFSC |
| Hospital dos Servidores    | 0 - 3     | Ajax de Florianópolis        |
| Fernando Raulino           | 1 - 0     | Santa Cruz                   |
| Bela Vista                 | 1 - 0     | Florisa                      |
| Avante                     | 0 - 0     | Palmeiras                    |
| Tijuquinhas                | 0 - 0     | Ferroviário                  |
| Paula Ramos Junior         | 0 - 0     | Guaporé                      |
| Veneno                     | 0 - 0     | Prainha                      |
| Ícaro                      | 3-1       | Nautilus                     |

### Fase estadual, 2.ª fase

#### Distrito Federal
| Equipe 1              | Resultado | Equipe 2             |
| --------------------- | --------- | -------------------- |
| Ártico                | 1 - 0     | Ave Branca           |
| CETEC                 | 2 - 0     | Auto Escola Monza    |
| Penharol              | 1 - 0     | Magnata              |
| Ajax de Guará         | 4 - 3     | ASMINTER             |
| River Play            | 1 - 0     | Três Poderes         |
| Vanguarda             | 2 - 1     | Cruzeiro             |
| Wagner Refrigeração   | 1 - 0     | UISS                 |
| Unidos do Sobradinho  | 1 - 0     | Barcelona            |
| Recreativa Brazlândia | 2 - 1     | Juventus             |
| Guadalajara           | 1 - 0     | Auto Esporte         |
| Campineira            | 5 - 3     | ASCADE               |
| Galícia               | 3 - 2     | Colina               |
| DEMABRA               | 2 - 1     | Corinthians de Guará |
| Veteranos do Colombo  | 1 - 0     | Auto Maqui           |
| Uracan                | 4 - 2     | Maharishi            |
| Humaitá               | 1 - 0     | Flumenal             |

#### Santa Catarina
| Equipe 1               | Resultado | Equipe 2            |
| ---------------------- | --------- | ------------------- |
| Assembléia Legislativa | 0-0       | Mangueira           |
| Diamante               | 1-0       | Planalto            |
| Sul América            | 0-0       | Polícia Militar     |
| Saldanha da Gama       | 3-0       | Estreito            |
| ABECELESC              | 0-1       | Agronômica          |
| Osvaldo Cruz           | 1-2       | Clube Universitário |
| Santos Dumont          | 0-0       | Trindadense         |
| DASP                   | 1-0       | Corpo de Bombeiros  |
| Guarani II             | 0-0       | Fundação Hospitalar |
| Avaí de São José       | 0-3       | Cejam               |
| Guarani I              | 1-0       | Muller & Filhos     |
| 7 de Setembro          | 2-0       | Ícaro               |
| Praça XV               | 0-2       | Veneno              |
| Ajax de Florianópolis  | 2-0       | Avante              |
| Fernando Raulino       | 0-0       | Ferroviário         |
| Bela Vista             | 3-0       | Paula Ramos Júnior  |

### Fase estadual, 3.ª fase

#### Distrito Federal
| Equipe 1             | Resultado | Equipe 2              |
| -------------------- | --------- | --------------------- |
| Guadalajara          | 2 - 1     | Galícia               |
| CETEC                | 3 - 0     | Ajax de Guará         |
| Humaitá              | 3 - 1     | Veteranos do Colombo  |
| Unidos do Sobradinho | 4 - 2     | Vanguarda             |
| Wagner Refrigeração  | 1 - 0     | River Play            |
| Campineira           | 5 - 2     | Recreativa Brazlândia |
| Uracan               | 1 - 0     | DEMABRA               |
| Penharol             | 1 - 0     | Ártico                |

#### Santa Catarina
| Equipe 1              | Resultado | Equipe 2               |
| --------------------- | --------- | ---------------------- |
| Polícia Militar       | 0-0       | Assembléia Legislativa |
| Saldanha da Gama      | 1-0       | Diamante               |
| Agronômica            | 3-1       | DASP                   |
| Clube Universitário   | 1-0       | Santos Dumont          |
| Cejam                 | 2-0       | Fundação Hospitalar    |
| Guarani I             | 1(4-3)1   | 7 de Setembro          |
| Veneno                | 0-0       | Fernando Raulino       |
| Ajax de Florianópolis | 3-0       | Bela Vista             |

### Quartas de final

#### Distrito Federal
| Equipe 1             | Resultado | Equipe 2            |
| -------------------- | --------- | ------------------- |
| Campineira           | -         | Uracan              |
| Humaitá              | -         | Guadalajara         |
| Unidos de Sobradinho | -         | CETEC               |
| Penharol             | -         | Wagner Refrigeração |

#### Santa Catarina
| Equipe 1              | Resultado      | Equipe 2        |
| --------------------- | -------------- | --------------- |
| Ajax de Florianópolis | 3 - 1          | Veneno          |
| Clube Universitário   | 0 - 1          | Agronômica      |
| Saldanha da Gama      | 1 - 0          | Polícia Militar |
| Guarani I             | 0 (3-1 pen.) 0 | Cejam           |

### Semifinal

#### Distrito Federal
| Equipe 1             | Resultado | Equipe 2   |
| -------------------- | --------- | ---------- |
| Humaitá              | 2 - 1     | Campineira |
| Unidos do Sobradinho | 2 - 0     | Penharol   |

#### Rio Grande do Sul
| Equipe 1                         | Resultado | Equipe 2                |
| -------------------------------- | --------- | ----------------------- |
| Ouro Verde                       | 2-1       | Olvebra                 |
| Estrela Vermelha de Porto Alegre | 1 - 3     | Murialdo Clube dos Pais |

#### Santa Catarina
| Equipe 1              | Resultado | Equipe 2         |
| --------------------- | --------- | ---------------- |
| Agronômica            | 0 - 2     | Saldanha da Gama |
| Ajax de Florianópolis | 2 - 1     | Guarani I        |

### Disputa do 3.º lugar

#### Distrito Federal
| Equipe 1   | Resultado | Equipe 2 |
| ---------- | --------- | -------- |
| Campineira | 7 - 0     | Penharol |

#### Santa Catarina
| Equipe 1   | Resultado | Equipe 2  |
| ---------- | --------- | --------- |
| Agronômica | 2 - 1     | Guarani I |

### Final

#### Distrito Federal
| Equipe 1             | Resultado | Equipe 2 |
| -------------------- | --------- | -------- |
| Unidos do Sobradinho | 2 - 0     | Humaitá  |

#### Rio Grande do Sul
| Equipe 1   | Resultado | Equipe 2                |
| ---------- | --------- | ----------------------- |
| Ouro Verde | 3 - 2     | Murialdo Clube dos Pais |

#### Santa Catarina
| Equipe 1              | Resultado      | Equipe 2         |
| --------------------- | -------------- | ---------------- |
| Ajax de Florianópolis | 0 (4-2 pen.) 0 | Saldanha da Gama |

## Premiação
| Copa Arizona de 1975         |
| ---------------------------- |
| COLORADO Campeão (1º título) |